# Джапаридзе, Александра Бичиевна
Александра Бичиевна Джапаридзе (1895—1974) — грузинская советская альпинистка, заслуженный мастер спорта СССР (1945). Старшая сестра Симона (1897—1929) и Александра Джапаридзе (1899—1945), также известных альпинистов.

## Биография
Александра Джапаридзе родилась в 1895 году в селе Хреити, ныне входящем в Чиатурский муниципалитет Грузии. Их семья относилась к княжескому роду Грузии и Имеретии. У её родителей, Бичи и Лиды Джапаридзе, было семеро детей, среди которых Александра была четвёртым ребёнком. Её младшие братья Симон (1897—1929) и Александр (Алёша) (1899—1945) также были известными альпинистами.
Александра училась в Кутаисской женской гимназии святой Нины, которую окончила в 1912 году. После этого работала школьной учительницей в селе Лайлаши в Лечхуми, а в 1913 году вернулась в свою родную деревню. Её усилиями в Хреити была открыта начальная школа, где она сама преподавала практически все предметы.

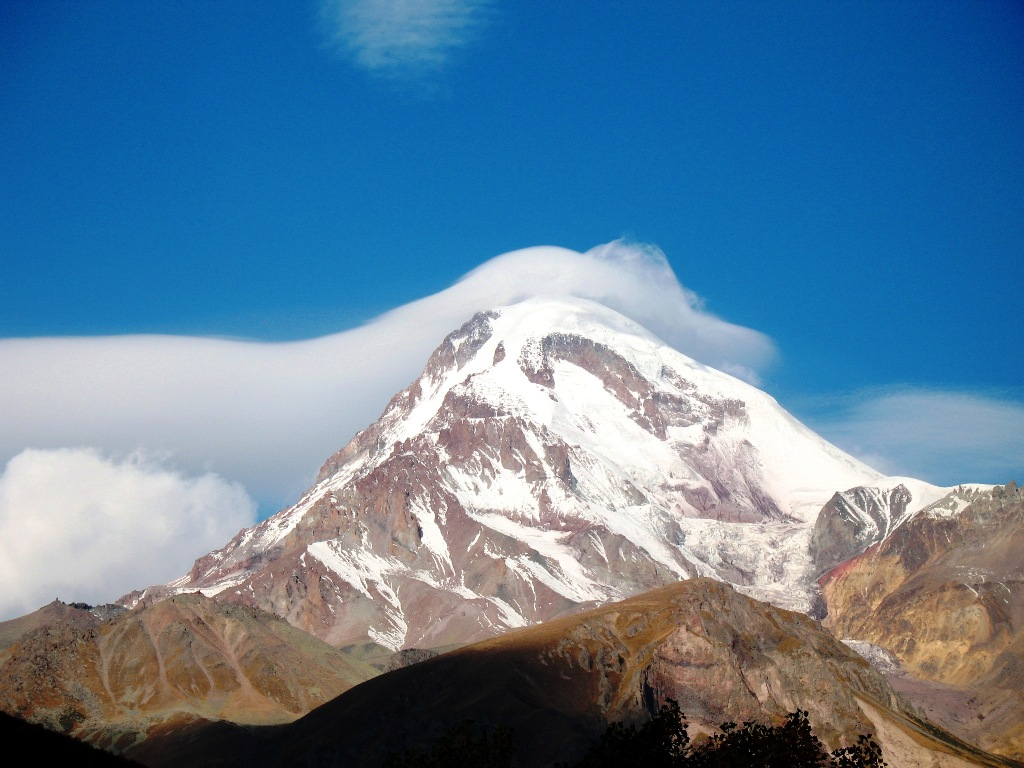
Гора Казбек

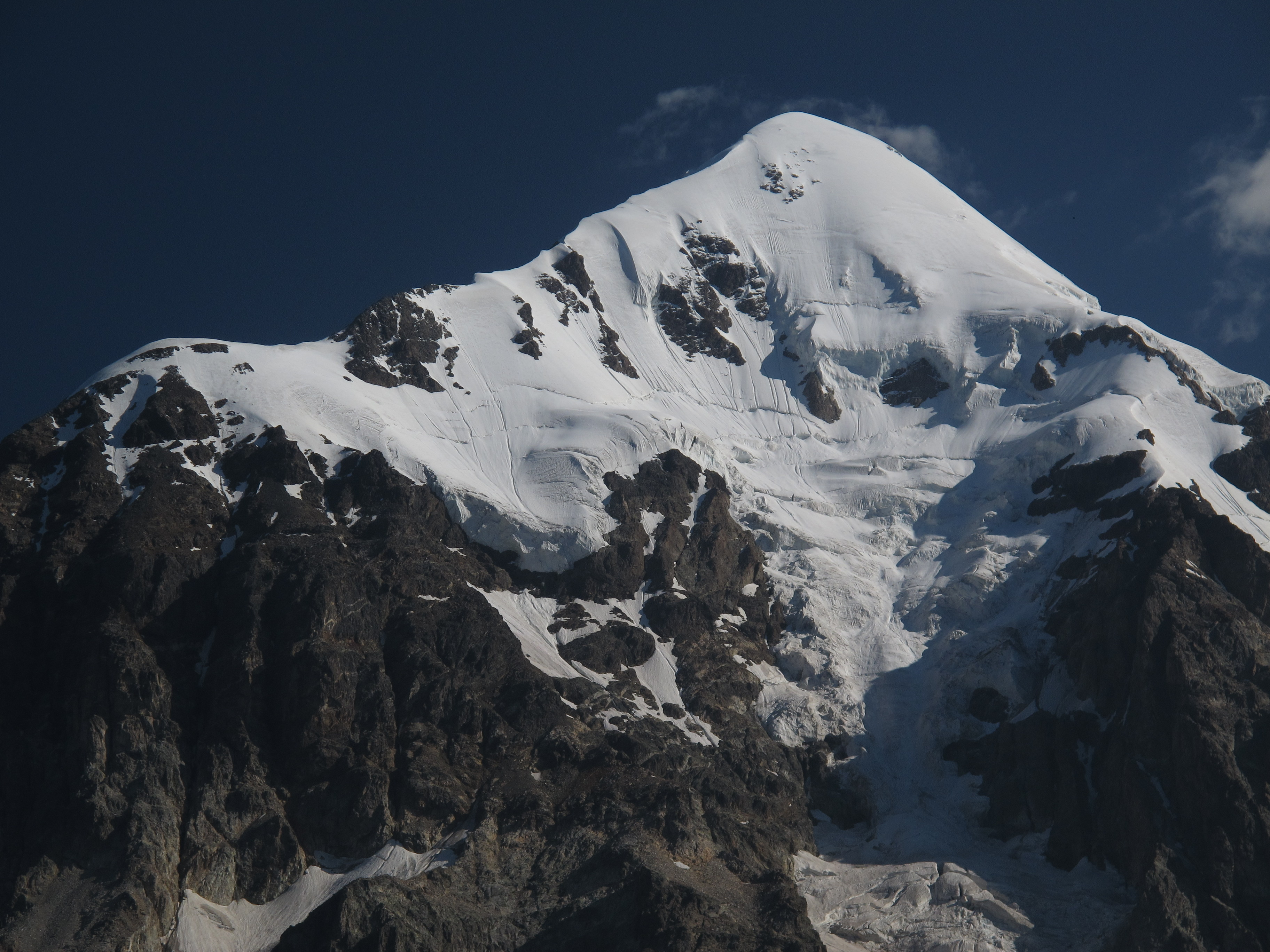
Гора Тетнульд

В 1923 году Александра Джапаридзе совершила восхождение на вершину горы Казбек (5034 м) в составе одной из групп, которыми руководили профессора Тбилисского университета Георгий Николадзе и Александр Дидебулидзе. В 1929 году окончила физико-математический факультет Тбилисского университета. В 1921—1944 годах работала в Тбилисской геофизической обсерватории.
В 1930 году Александра участвовала в попытке восхождения на вершину горы Тетнульд (4869 м) в Верхней Сванетии, которое состоялось через год после того, как при покорении этой же вершины погиб её брат Симон. 11 июля на штурм вершины вышла группа, в которую, кроме неё, входили её брат Александр (Алёша), а также Ягор Казаликашвили, Васаси Каландаришвили, Адсил Авалиани и Годжи Зуребиани. В густом тумане они вышли к точке, которую приняли за вершину горы (анероид показывал высоту 4900 м), после чего начали спуск. На следующий день Алёша решил ещё раз подняться на вершину — определив, что накануне они не дошли до вершины примерно 350 м, он покорил её в одиночку. Через некоторое время на вершину взошла и Александра, вместе со своим братом Алёшей, Ягором Казаликашвили и Адсилом Авалиани.

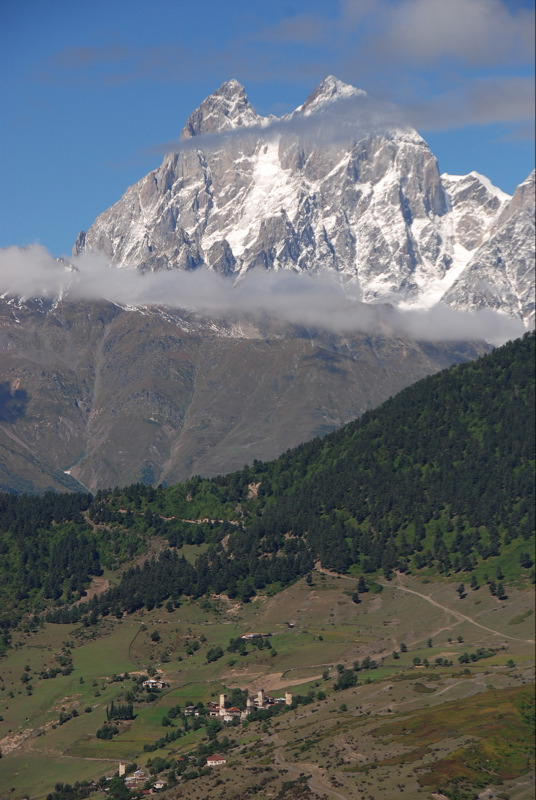
Двуглавая вершина Ушбы

В том же 1930 году, вскоре после восхождения на Тетнульд, Александра (вместе со своим братом Алёшей, Ягором Казаликашвили, Алмацкиром Квициани и Иосифом Киболани) предприняла попытку восхождения на Южную Ушбу, но она не увенчалась успехом — им пришлось отступить с высоты около 4000 м. Ей удалось покорить вершину Южной Ушбы в августе 1934 года, в группе под руководством Алёши Джапаридзе, в которой также были Ягор Казаликашвили и Гио Нигуриани (в состав экспедиции также входили Александр Гвалия, Леван Маруашвили, М. Патаридзе и Иосиф Асланишвили). Это было первое восхождение команды советских альпинистов на эту вершину (до них, в 1929 году, на неё поднимался Василий Семеновский с командой немецкого альпиниста Вилли Меркля).
Награждена орденами Ленина, «Знак Почёта» (13.05.1944).
В 1945 году Александре Джапаридзе было присвоено звание заслуженного мастера спорта СССР.
Скончалась 27 ноября 1974 года в Тбилиси. Похоронена в Тбилисском парке имени Кирова (ныне — парк Вере), у которого в то время располагался Грузинский альпинистский клуб, рядом с братом Александром.

## Память
- В селе Хреити[груз.], входящем в Чиатурский муниципалитет Грузии, в 1981 году был создан Дом-музей братьев и сестры Джапаридзе[12][13].
- Поэт Николай Тихонов написал стихотворение «Александра Джапаридзе на Ушбе», которое начинается строками «Когда предо мною осколки луны / На снежниках станут дробиться, / На выступе красной Ушбинской стены / Я вижу: стоит Джапаридзе»[14].

### Статьи
- А. Б. Джапаридзе «Тайник пещеры Бетлеми» (в сборнике «Побеждённые вершины 1948», Москва, ГИГЛ, 1948)

### Книги о Джапаридзе
- Отар Гигинеишвили «Альпинизм в Грузии» (Тбилиси, общество «Знание» ГССР, 1984)[15]